# 谷一歩
谷 一歩（たに はつほ、1990年5月8日 - ）は、日本の元女優、元タレント。千葉県木更津市出身。愛称は、はっち。かつてホリ・エージェンシーに所属していた。

## 略歴
木更津市立清川中学校、千葉県立木更津高等学校、千葉大学教育学部（小学校教員養成課程理科選修）卒業。
千葉大学に通い、2011年ミス千葉大学・準グランプリ に選出される。
2011年8月、女性アイドルグループトリオ・すうぃーとにゃんにゃん の次女としてデビュー。
2014年5月に英国留学のため芸能活動を休止。
その後、2017年3月時点で所属事務所のホームページから名前が消えており、事実上芸能活動から引退したとみられる。

## 人物
警視庁に勤務する警察官である父と、ローカル局のアナウンサーである母の間に生まれた。特技は書道、ギター、水泳。趣味はテニス、読書、作詞。好きなスポーツはテニスとビリヤード、目標とする芸能人は貫地谷しほりと公言している。好きな作家は太宰治と村上春樹。
医師、政治家、弁護士等の不特定多数の交際相手がいることを売りにしており、そんな彼らを谷コミューン と称している。ただし、大学卒業を機にこれを否定している。
2012年には講談社主催のアイドルオーディション『ミスiD2013』に応募しファイナリスト20名の中に入ったが、受賞は逃している。

## 出演

### テレビドラマ
- 三毛猫ホームズの推理（2012年6月、日本テレビ） - 第8話、第9話
- 欲望に素直な女たち〜フレッシュネスバーガーの女〜（2012年12月14日 - 、WEB）[9]
- 最高の離婚 （2013年2月28日 - 、フジテレビ） - 森田穂香 役
- お天気お姉さん 第1話（2013年4月12日、テレビ朝日） - 木下ナヅナ 役

### バラエティ
- 学生才能発掘バラエティ 学生HEROES!（2011年9月15日、テレビ朝日）
- SmaSTATION!!（2012年、テレビ朝日）VTR出演
- ハードルプードル（2012年6月、テレビ朝日）[10]
- 芸人報道（2012年、日本テレビ）
- サンデージャポン（2012年、TBS）
- 有吉ジャポン（2012年、TBS）
- 夜遊び三姉妹（2012年7月19日、日本テレビ）
- 踊る!さんま御殿!!（2012年8月21日、日本テレビ）
- バナナマンのブログ刑事（2012年9月18日、東海テレビ）
- 嵐を呼ぶあぶない熟女 どーなってるの芸能界SP2（2012年9月25日、TBS）
- スッキリ!!（2012年10月16日、日本テレビ）[11]
- TBS若手ディレクターと石橋の土曜の3回（2012年、TBS）
- スッピン!（2012年11月3日、TBS）
- ダウンタウンDX（2012年11月22日、讀賣テレビ）
- そうだ旅（どっか）に行こう。（2012年11月26日、テレビ東京）
- 〜ディープな体験100人調査!〜仰天！濃いバナの館（2012年11月29日、関西テレビ）
- 有吉オリラジの不思議な結婚相談所（2012年12月9日、フジテレビ）
- 激論!どっちマニア（2012年12月22日、テレビ朝日）
- ジロンバ〜私的激論サミット（2012年12月27日、関西テレビ）
- ブラマヨ衝撃ファイル 世界のコワ〜イ女たち（2013年1月10日、TBS）
- ノンストップ!（2013年2月8日、フジテレビ）
- ドラゴンレイディ（2013年2月10日、フジテレビ）
- できるテレビ（2013年2月22日、フジテレビ）
- ドラゴンレディ（2013年3月28日、フジテレビ）
- ギョクセキっ！（2013年4月15日、関西テレビ）
- アノ噂ヲ解明！真相あばいたろ会議〜第3章〜（2013年4月15日、CSホームドラマチャンネル）
- 木村藤子のキセキ相談！美女たちのターニングポイントSPII（2013年6月4日、フジテレビ）

### WEB
- バナナマンのテイテン（2012年、NOTTV）[12]
- ワタナベプラス（2012年、GYAO!）[13]

### ラジオ
- RADIPEDIA（2012年11月1日、J-WAVE）
- レコメン!（2013年1月15日、文化放送）
- 浜田ブリトニーのオンナの引き出し（2013年4月21日、28日）ゲスト出演

### 舞台
- W-Speak第一回公演『笑劇乙女』「恋の矢」「キス部」（2012年1月26日 - 1月29日、池袋・シアターKASSAI）

### その他
- グラビア『フライデー またガ〜ル Vol.13』（2012年6月29日、講談社）
- グラビア『フライデー スペシャル またガ〜ルにまた会えた』（2012年7月31日、講談社）
- グラビア『SPA! 今週の顔 File.03 今週の15股』（2012年10月16日、扶桑社）
- 雑誌『BLENDA 〜モテテク〜』（2012年11月7日、角川春樹事務所）
- 特集『気になリスト8』（2012年11月13日、日刊スポーツ）
- 表紙『週刊大衆』（2012年11月19日、扶桑社）
- 雑誌『ViVi 〜恋するボディケア〜』（2012年11月23日、講談社）
- 雑誌『フライデー 今年くる顔』（2013年1月11日、講談社）
- 雑誌『FLASH 制服美少女当時の夢は？』（2013年3月19日、光文社）
- グラビア『週刊プレイボーイ グラビア』（2013年4月8日、集英社）
- グラビア『フライデー 手ブラ♥エッチ』（2013年4月26日、講談社）
- 特集『サイゾー 村上春樹"100万部超"の作り方』（2013年5月18日、サイゾー）